# Penicillidia
Penicillidia is een geslacht van vliegen uit de familie van de luisvliegen (Hippoboscidae).

## Soorten
- P. conspicua Speiser, 1901
- P. dufourii (Westwood, 1835)
- P. monoceros Speiser, 1900